# Albert Marenčin
Albert Marenčin (26. července 1922 Bystré – 9. březen 2019 Bratislava) byl slovenský spisovatel – prozaik, básník, esejista, scenárista, dramaturg, výtvarník, překladatel a kritik.

## Životopis
Vystudoval filosofickou fakultu na Slovenské univerzitě v Bratislavě a po ukončení studia v roce 1944 se aktivně zúčastnil Slovenského národního povstání. Po skončení druhé světové války pracoval jako redaktor v deníku Národná obroda, později pokračoval ve studiu v Paříži. V letech 1949–1972 pracoval v různých funkcích v Československém státním filmu (lektor, dramaturg, scenárista a jiné). V roce 1972 byl v průběhu normalizace z politických důvodů propuštěn z práce nesměl publikovat. Až do odchodu do důchodu (v roce 1987) pracoval ve Slovenské národní galerii. Od roku 1965 je členem patafyzického hnutí v Paříži, od roku 1977 členem Surrealistické skupiny v Československu, jejíž časopis Analogon spoluzaložil v roce 1969.

## Tvorba
Psát začal už v době svých vysokoškolských studií, kdy napsal své první rozhlasové hry a první román. Svojí tvorbou se řadí mezi pokračovatele surrealistického hnutí, je autorem próz s tematikou druhé světové války a filmových scénářů podle literárních předloh. Kromě vlastní tvorby se také věnoval překladům z francouzštiny. Jako výtvarník se věnoval i tvorbě koláží, výtvarné historii a kritice (Košický pustovník).

## Dílo

### Poezie
- 1994 Okamih pravdy

### Próza
- 1950 – Predná hliadka, román
- 1979 – Davidovým prakom, satirické povídky (samizdatové vydání)
- 1988 – Košický pustovník, kniha rozhovorů s výtvarníkem Júliem Jakobym
- 1993 – Ako som sa stretol s niektorými pozoruhodnými ľuďmi, soubor vzpomínkových próz
- 1996 – Nikdy, kniha esejí (před tím vyšla jako samizdat)
- 1996 – Návraty na Muráň, kniha esejí (před tím vyšla jako samizdat)
- 2006 – Laterna Magika, výběr básnických textů surrealistické a patafyzické provenience, dvojjazyčné francouzsko-slovenské vydání
- 2008 – Dezertéri alebo ľudský faktor, subjektivní autobiografický text o dramatických událostech z prvních dnů SNP

### Scénáře
- 1955 – Zemianska česť
- 1959 – Prerušená pieseň
- 1961 – Polnočná omša
- 1964 – Barnabáš Kos

### Rozhlasové hry
- 1942 – Záchranná hamovka
- 1943 – Nový život

### Překlady
Z francouzštiny
- Alfred Jarry Kráľ Ubu
- Alfred Jarry Skutky a názory doktora Faustrolla, patafyzika
- Jacques Derrida Naučiť sa konečne žiť, poslední rozhovor s J. Birnbaumem
- Jean Ferry Strojvodca
- Aimé Césaire Zošit o návrate do rodného kraja

## Ocenění
- 1993 – Rytířský řád umění a literatury
- 2002 – Pribinův kříž I. třídy
- 2010 – Slnko v sieti